# Rogers Cup 2004
Der Rogers Cup 2004 war ein Tennisturnier der WTA Tour 2004 für Damen in Montreal sowie ein Tennisturnier der ATP Tour 2004 für Herren in Toronto. Das Herrenturnier fand von 26. Juli bis 1. August 2004 statt, das Damenturnier fand in der Folgewoche statt.

## Herren
→ Hauptartikel: Tennis Masters Series Canada 2004
→ Qualifikation: Tennis Masters Series Canada 2004/Qualifikation

## Damen
→ Hauptartikel: Rogers Cup 2004/Damen
→ Qualifikation: Rogers Cup 2004/Damen/Qualifikation